# ハードカーボン
ハードカーボン（hard carbon）は、3000℃の高温でも熱処理によってグラファイトに変化しない固体状の炭素である。硬質炭素は、3000℃以上の高温でも熱処理によって黒鉛に変換されない固体状の炭素であり、チャー（char, 非黒鉛化炭素）とも呼ばれる。口語では木炭と表現されることもある。
ハードカーボンは、炭素質の前駆体を嫌気条件で約1000℃に加熱することで製造される。ハードカーボンの前駆体には、ポリ塩化ビニリデン（PVDC）、リグニン、ショ糖などがある。逆に、ソフトカーボン（黒鉛化炭素）の前駆体としては、ポリ塩化ビニル（PVC）、石油コークスなどがあり、3000℃に加熱することで容易に黒鉛に変えることができる。
ハードとソフトでは物理的特性が全く異なる。ハードカーボンは密度が低く、細孔率が非常に高いのに対し、ソフトカーボンは細孔率がごくわずかである。ハードカーボンは、リチウムイオン二次電池やナトリウムイオン二次電池の負極材として広く使用されている。電池に使用されるアモルファスのハードカーボンは無定形故に制御が難しい。
ハードカーボンのメーカーとしては、Xiamen Tob New Energy（中国）、クラレ（日本）、ストラ・エンソ（フィンランド）などがある。